# Khanat Nachitschewan
Das Khanat Nachitschewan war ein persischer Vasallenstaat im heutigen Aserbaidschan, der von 1747 bis 1828 bestand. Seine Hauptstadt war Nachitschewan. Das Gebiet des Khanats entspricht größtenteils dem der heutigen Autonomen Republik Nachitschewan, die auch in der jüngeren Geschichte Aserbaidschans und Armeniens zum Konfliktpunkt wurde.

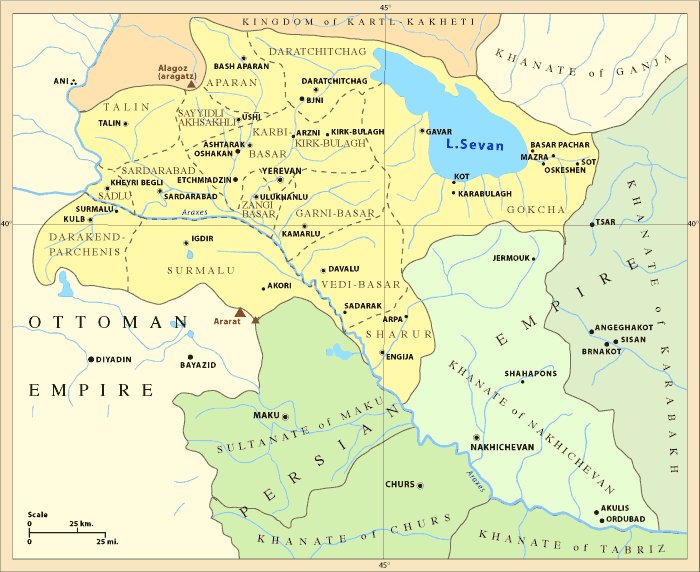
Khanat Nachitschewan (hellgrün) um 1800

## Geschichte
Nachdem Nadir Schah von Persien, der das Gebiet in den 1730er Jahren vom Osmanischen Reich erobert hatte, gestorben war, gründete Khan Haydar Quli 1747 das Khanat Nachitschewan. Der Staat blieb aber persischer Vasall. Während der Regierungszeit von Khan Panah von Karabag war das Khanat ein Teil des Khanats Karabach.
Während des Russisch-Persischen Krieges (1804–1813) wurde Nachitschewan 1808 durch die russischen Truppen unter General Gudowitsch okkupiert. Nach dem Vertrag von Gulistan wurde das Khanat aber wieder persisch. Nach dem Russisch-Persischen Krieg (1826–1828) und dem darauf folgenden Frieden von Turkmantschai wurde das Khanat 1828 dem Russischen Kaiserreich einverleibt. Der damalige Khan Ehsan hatte die Russen im Krieg unterstützt, wurde dafür zum Generalmajor befördert und diente als Ataman.
Das Khanat wurde 1828 aufgelöst und Teil des benachbarten Khanats Jerewan, das ebenfalls an Russland gefallen war. 1840 wurde dieses eine russische Provinz. Nachitschewan wurde ein Bezirk dieser Provinz.
Auch nach der Auflösung des Khanats blieben die Khane sehr einflussreich. Sie wurden im Russischen Reich bekannt unter dem Namen Nachitschewanski (Нахичеванский/Naxçıvanski) und wählten häufig eine militärische Laufbahn.

## Herrscher
- 1751 Khan Haydar Quli
- 1779 Khan Kalb `Ali
- 1834 Khan Karim Kangarli

Quelle: rulers.org

## Bevölkerung
Die Bevölkerung Nachitschewans bestand aus muslimischen Aserbaidschanern, Afscharen und Kurden sowie christlichen Armeniern.
1605 waren unter Shah Abbas die meisten in Culfa und Naxçivan lebenden Armenier nach Neu-Dschulfa in Isfahan und umliegende Gebiete deportiert worden, so dass zur Zeit des Khanats nur noch vergleichsweise wenige Armenier verblieben.
Unter der russischen Herrschaft wurden wiederum viele Armenier aus dem Osmanischen Reich und Persien in Nachitschewan angesiedelt. Dies wurde durch die Verträge von Turkmantschai und Adrianopel ermöglicht. Nach diesen Umsiedlungen soll es große Spannungen zwischen den muslimischen Einwohnern und den christlichen Armeniern gegeben haben, sodass später weitere Armenier in anderen Gebieten angesiedelt wurden.